# Vodochody
Vodochody är en ort i Tjeckien.   Den ligger i regionen Mellersta Böhmen, i den centrala delen av landet, 13 km norr om huvudstaden Prag. Vodochody ligger 249 meter över havet och antalet invånare är 427.
Terrängen runt Vodochody är platt, och sluttar norrut. Runt Vodochody är det mycket tätbefolkat, med 1 754 invånare per kvadratkilometer. Närmaste större samhälle är Prag, 13,3 km söder om Vodochody. Trakten runt Vodochody består till största delen av jordbruksmark.